# Sungnyemun
Namdaemun
Namdaemun (« Grande porte du sud »), de son vrai nom Sungnyemun (« Porte des cérémonies élevées »), est l'une des huit portes de la muraille de Séoul, en Corée du Sud, qui entourait la ville lors de la dynastie Joseon. La porte est située dans le quartier Jung-gu, entre la gare de Séoul et la place de l'hôtel de ville (Seoul Plaza), à proximité du marché de Namdaemun. 
Namdaemun était au Moyen Âge la porte d'entrée principale de Séoul. Construite en 1398 sous le règne du souverain Taejo, elle fut reconstruite en 1447 durant la 29e année du règne de Sejong le Grand. Elle a été classée en première position sur la liste des trésors nationaux coréens. 
L'édifice en bois et en pierre a subi plusieurs reconstructions et rénovations. Le 10 février 2008, la pagode en bois au sommet de la porte est sérieusement endommagée par un incendie criminel. Namdaemun est officiellement rouverte le 5 mai 2013, cinq ans après l'incendie.

## Histoire

### Bataille de Namdaemun de 1907
Le 1er août 1907, une émeute appelée « bataille de Namdaemun » éclate près de la porte contre les forces japonaises après l'annonce de la dissolution des forces coréennes à la suite de la signature du traité nippo-coréen de 1907.

### Incendie de février 2008
Le 10 février 2008, un incendie criminel réduit en cendres une grande partie de la porte de Namdaemun. Un homme de 69 ans a avoué être à l'origine de l'incendie ; il avait déjà été condamné en 2006 à un an et demi de prison avec sursis pour avoir mis le feu à un bâtiment du palais de Changgyeonggung.

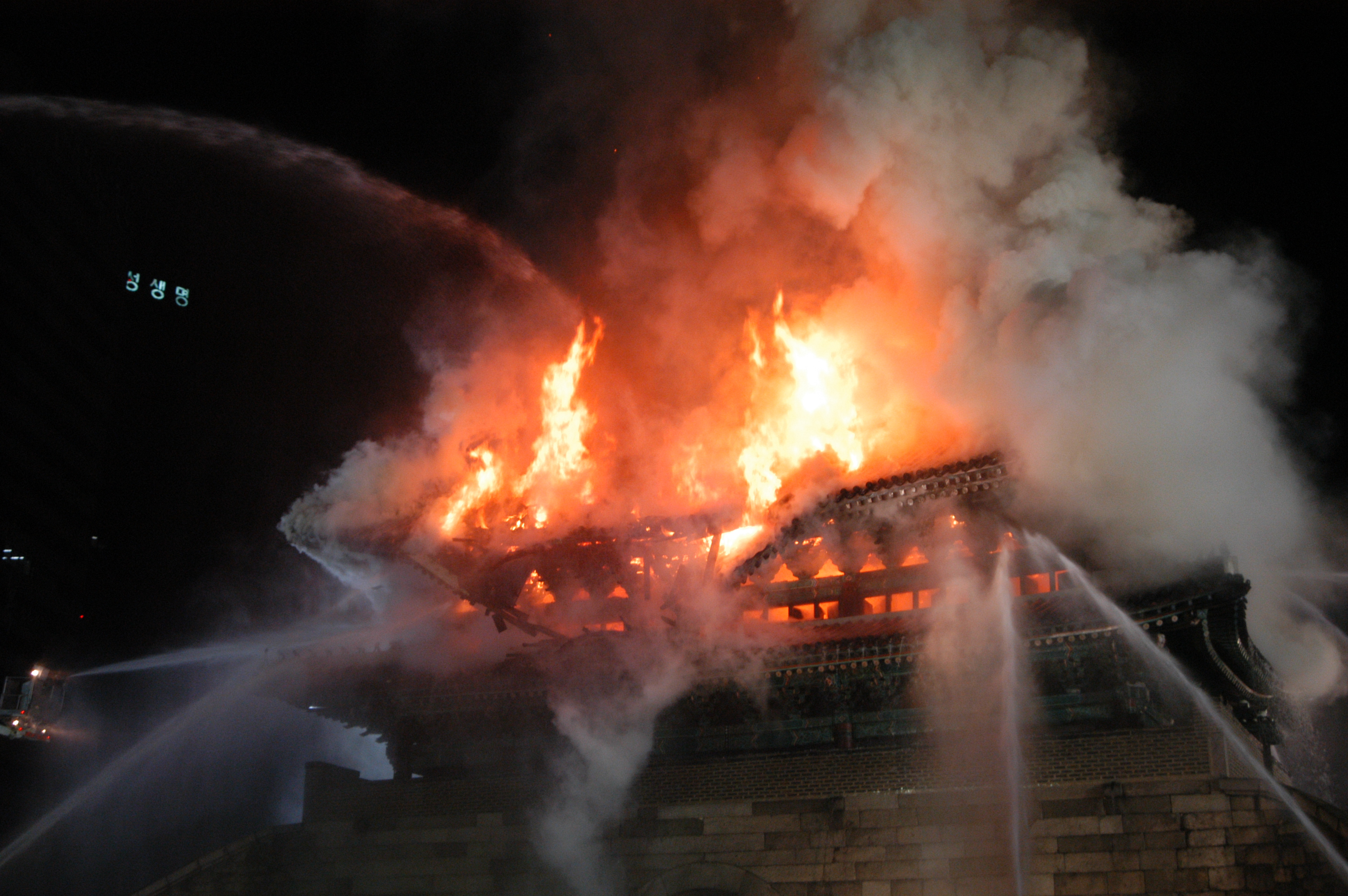
La porte en feu en février 2008.

### Reconstruction
Sa reconstruction est alors estimée à 20 milliards de wons (14,5 millions d'euros) par les services du patrimoine, et prendrait de 4 à 5 ans. Ce n'est pas la reconstruction en elle-même qui explique cette durée mais la difficulté de retrouver le type de bois nécessaire.
Les travaux de reconstruction commencent en février 2010 et se terminent le 29 avril 2013. Sa réouverture officielle a lieu le 5 mai 2013.

## Galerie

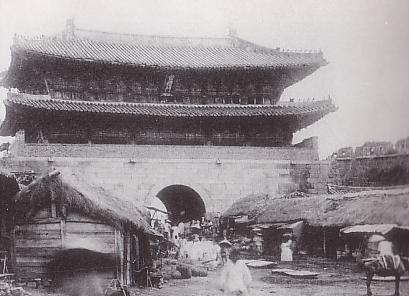
Namdaemun en 1890
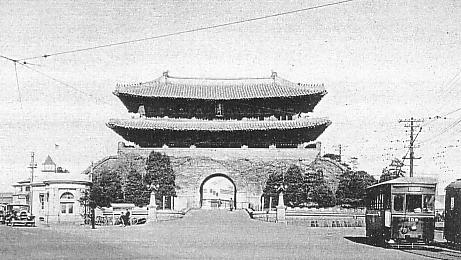
Namdaemun en 1935
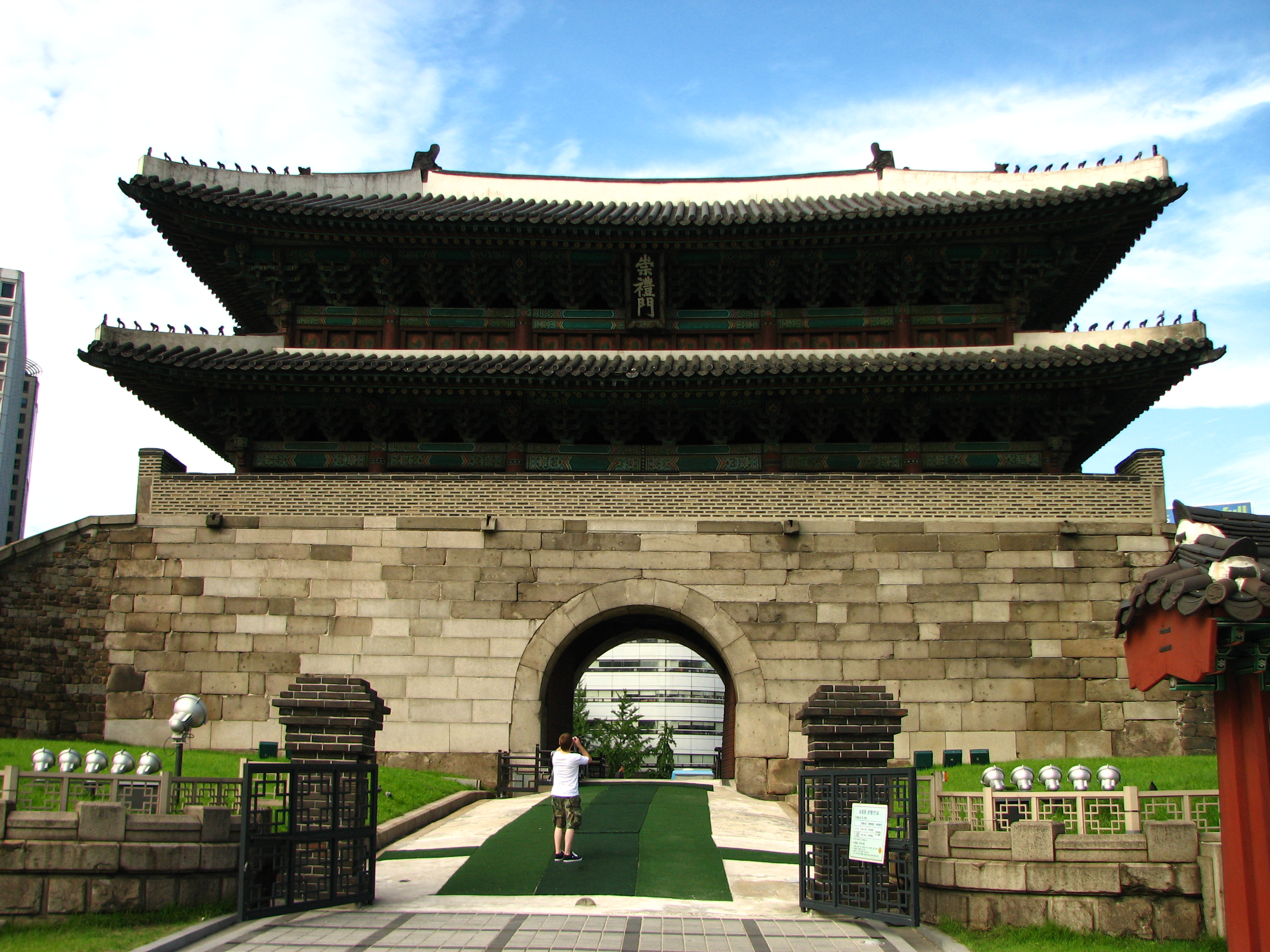
Namdaemun en 2007
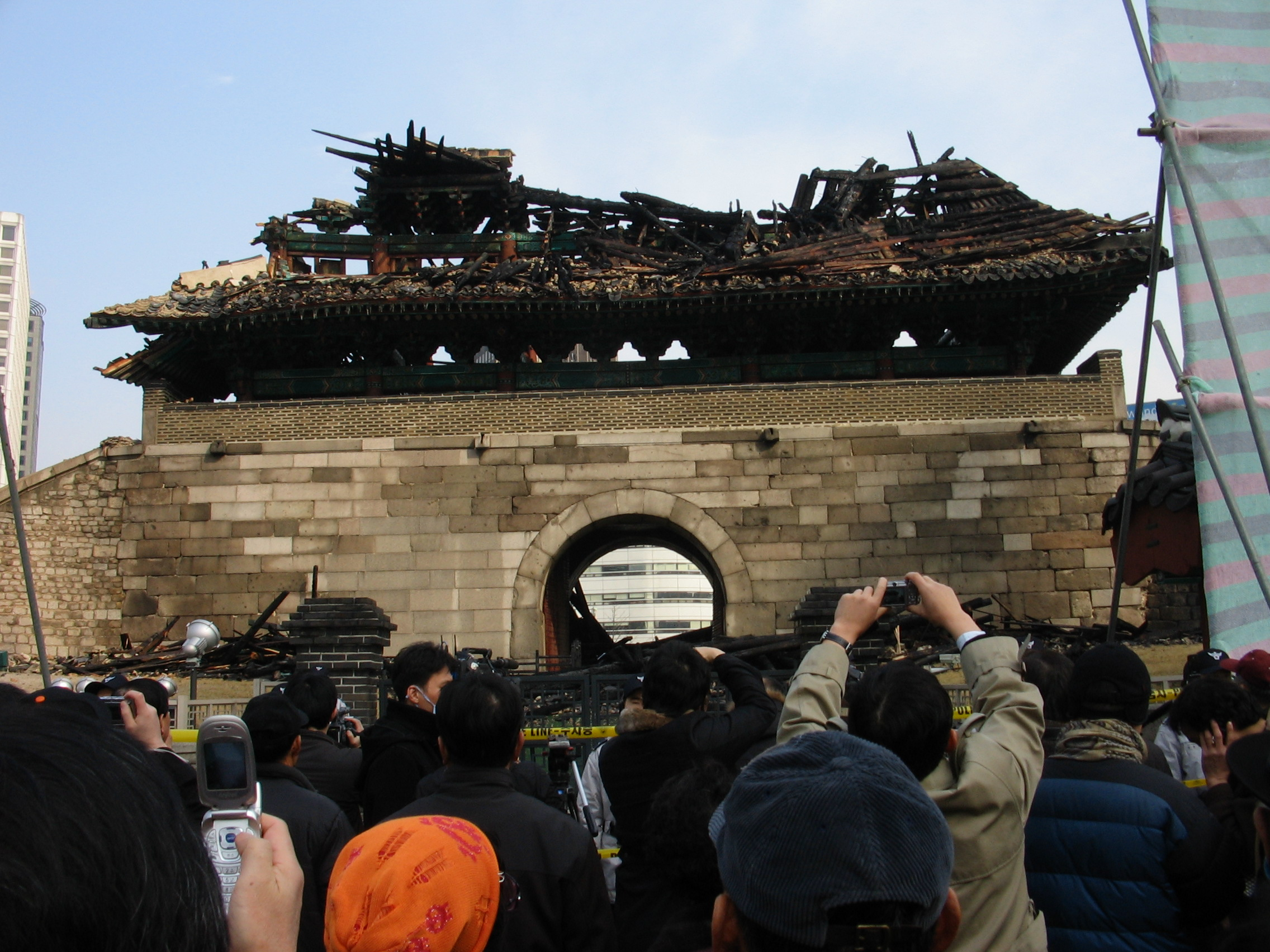
État après incendie
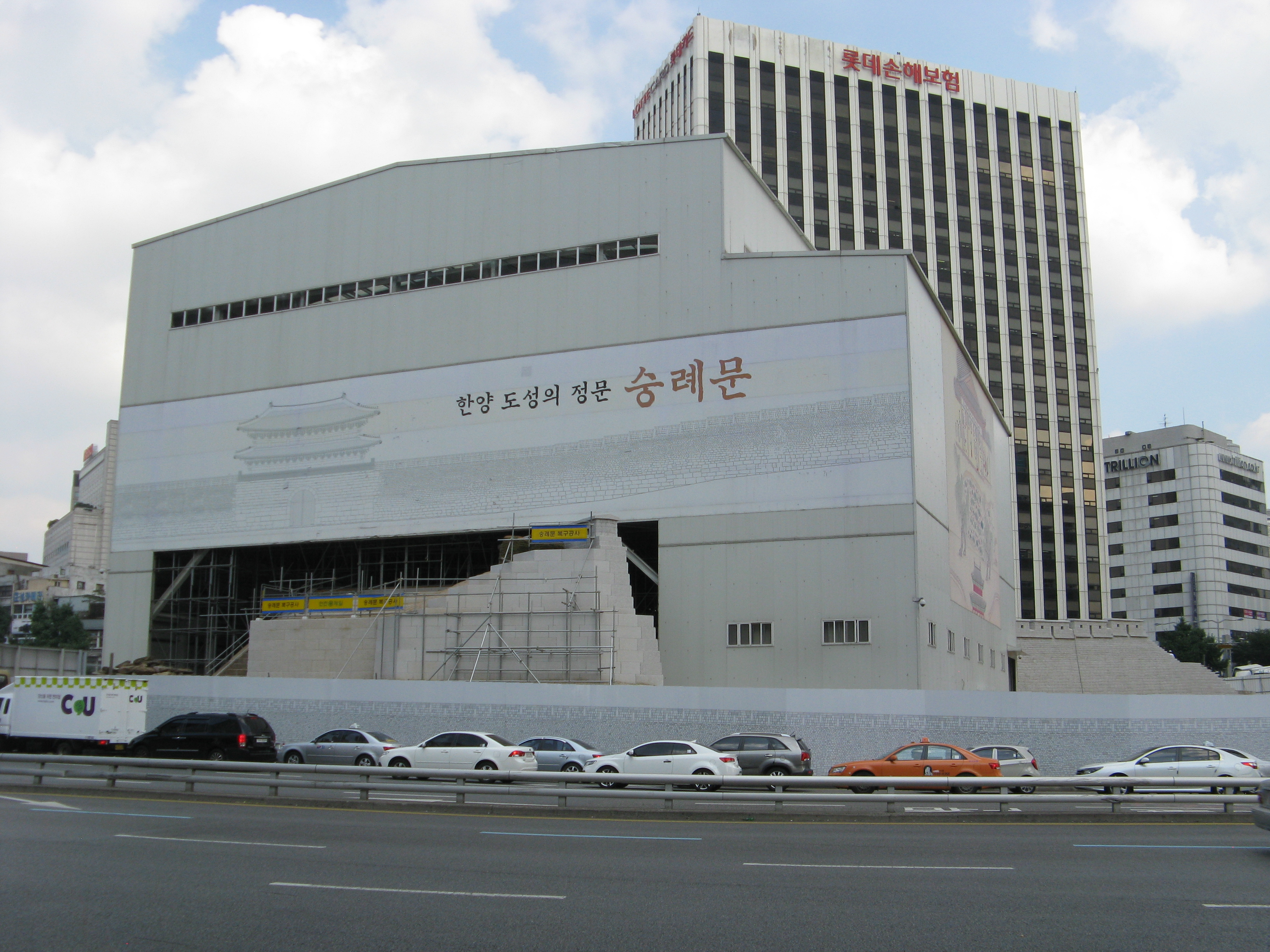
Sungnyemun en cours de reconstruction
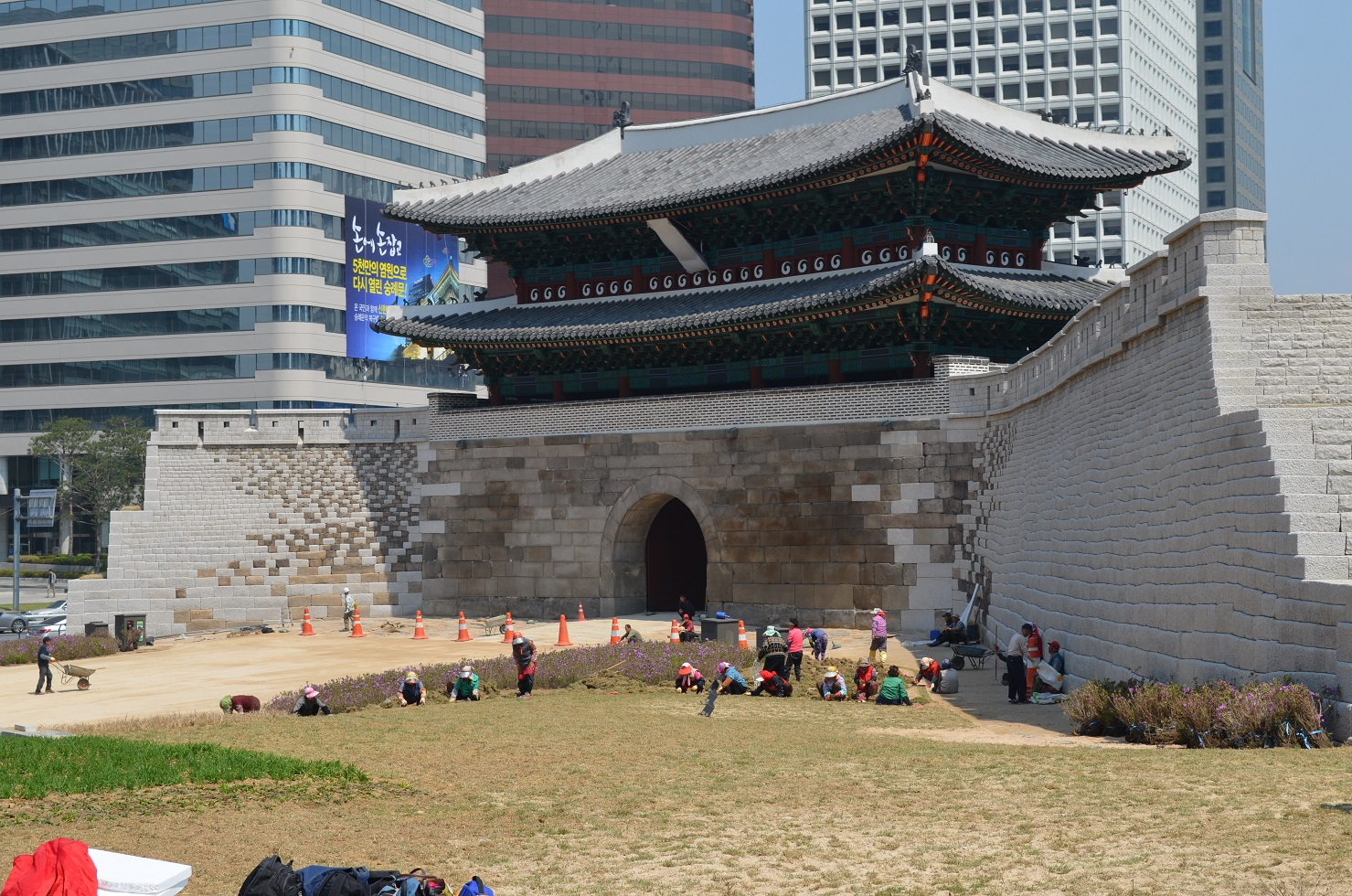
Sungnyemun après la restauration